# Magdalena Cononovici
Magdalena Cononovici (n. 25 iulie 1937, Hangu, România) este o soprană română.
A studiat la Conservatorul din București sub îndrumarea profesorilor Ana Tălmăceanu-Dinescu, Iolanda Mărculescu și Arta Florescu, după care pleacă la perfecționare la Milano, unde studiază alături de Gina Cigna.
Debutează cu rolul titular în opera Tosca de Puccini la Opera Română din Cluj-Napoca. A evoluat pe scene importante ale lumii precum London Royal Opera House, Opéra de Paris, Opéra de Walonie din Liège, Opéra du Rhin de Strasbourg, Berliner Deutsche Oper, München Bayerische Staatsoper, Gran Teatro La Fenice din Veneția. 

## Opere
- Les Indies Galantes de Rameau
- Adriano în Siria de Pergolese
- Die Zauberflötte (Erste Dame)
- La Clemenza di Tito, Idomeneo (Elettra)
- Don Giovanni (Donna Anna) de Mozart
- Norma (Adalgisa) de Bellini
- Nabucco
- Ernani
- Macbeth
- Il Trovatore
- La forza del destino
- Don Carlo
- Aida
- Otello de Verdi
- La Gioconda de Ponchielli
- Lohengrin
- Tannhäuser
- Der Fliegende Holländer
- Das Rheingold, Die Walküre
- Siegfried
- Götterdämmerung
- Tristan und Isolde (fragmente în concert)
- Parsifal (fragmente în concert) de Wagner
- Edgar
- La Bohème
- Manon Lescaut
- Tosca
- Turandot de Puccini
- Mefistofele de Boito
- Țarska Nevesta de Rimski-Korsakov
- Cavalleria rusticana de Mascagni
- L’Amore dei tre Re de Montemezzi
- Romolo de Salvatore Allegra
- Ion Vodă cel Cumplit de Gheorghe Dumitrescu

## Premii
A fost decorată cu:
- Marele Premiu la Toulouse (1969);
- Premiul al II-lea la Verviers (1969);
- Premiul al III-lea la Secțiunea de Oratoriu a Concursului „Francisco Viñas” din Barcelona (1970);
- Premiul I la Concursul „Maria Canals” din Barcelona (1971).
- Diploma de Onoare și Medalia Darclee (2011).[3]